# Border Television
Border Television är ett tv-företag som sänder på ITV-nätverket i gränsområdet mellan Skottland och England samt Isle of Man. Borders högkvarter ligger i Carlisle och började sända 1961. Border ingår sedan år 2004 i ITV plc. Från 2008 sänder man via marksänd digital-tv.
Border har bland annat producerat programmen Mr and Mrs och Look Who's Talking, båda för ITV.

## Historia
När Independent Television Authority (ITA) utlyste tillstånd för kommersiella tv-sändningar 1960 kom ansökningar från två grupper. Av dessa valde ITA Border Television. Dessa skulle sända via två sändare i Carlisle och Selkirk. Sändningarna fördröjdes på grund av tekniska problem, men kunde inledas den 1 september 1961.
Border har sedan förnyat sitt tillstånd inför alla nya tillståndsperioder. Inför 1993 års budgivning mötte de heller inget motstånd och fick sitt tillstånd förnyat.
Under 1990-talet köpte Border flera radiostationer. Capital Radio köpte företaget år 2000 och sålde år 2001 TV-delen till Granada Media som därigenom kom att äga alla Englands ITV-företag tillsammans med Carlton Communications. Granada och Carlton gick samman år 2004 till ITV plc